# Coleoscirus tuberculatus
Coleoscirus tuberculatus är en spindeldjursart som beskrevs av Den Heyer 1978. Coleoscirus tuberculatus ingår i släktet Coleoscirus och familjen Cunaxidae. Inga underarter finns listade i Catalogue of Life.